# Charles Friry
Charles Friry, né le 28 septembre 1802 à Commercy (Meuse) et mort le 30 mars 1881 à Remiremont (Vosges), est un juriste et collectionneur français.

## Biographie
Né à Commercy le 6 Vendémiaire de l'an XI de la République, Charles François Friry est le fils de François Friry, négociant, et de Marguerite-Barbe Friry, née Larcher, nièce de l'avocat François-Joseph Colin (1750-1832). Ce dernier est à la fois le grand-oncle de Charles Friry et de Léo Drouyn.
Élève au collège de Commercy, bachelier ès-lettres en 1821, Charles Friry étudie le droit à Paris. En 1825, il prononce son serment d'avocat après avoir obtenu sa licence. Il s'oriente bientôt vers la magistrature et devient juge-auditeur dans le ressort de la cour royale de Nancy en 1827. Le 7 avril 1830, alors qu'il exerce cette fonction au tribunal de première instance de Saint-Mihiel, il est nommé substitut du procureur du roi près le tribunal de première instance de Remiremont, en remplacement de François Henriot-Ducoudray (d), muté à Bar-le-Duc.
Le 15 octobre 1833, il épouse Charlotte Vatot (1816-1871), fille d'un officier de la Grande Armée, le commandant Joseph-Antoine Vatot (1769-1830). Le couple aura trois filles : les deux plus jeunes, Marguerite et Léonie, mourront avant d'atteindre l'âge adulte, tandis que l'aînée, Charlotte, épousera en 1856 un polytechnicien, le capitaine Joseph Waidmann (1823-1916). Charles Friry est par conséquent le grand-père maternel du peintre Pierre Waidmann (1860-1937).

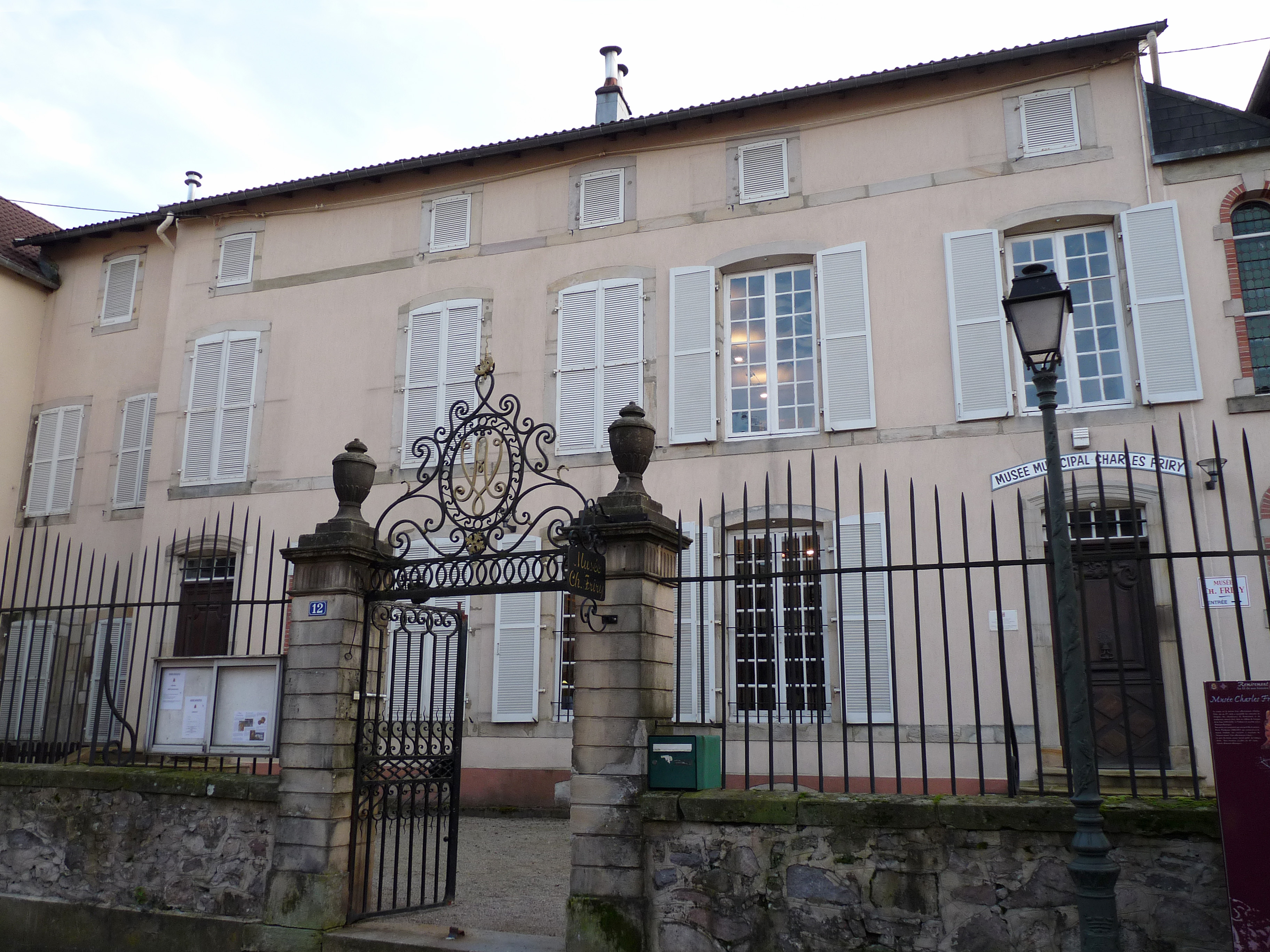
Maison de Charles Friry à Remiremont (aujourd'hui Musée Charles-Friry).

Les Friry habitent une vieille demeure romarimontaine dont ils deviennent propriétaires en 1846. Acquise auparavant par le commandant Vatot, elle est constituée de deux maisons habitées au XVIIIe siècle par des chanoinesses de l'abbaye de Remiremont.
Charles Friry consacre ses loisirs au dessin ainsi qu'à des études historiques et archéologiques, rédigeant plusieurs opuscules sur ses domaines de prédilection. En novembre 1834, quand François Guizot, ministre de l'Instruction publique, nomme un correspondant par département afin  de « rechercher et publier les monuments inédits relatifs à l'Histoire de France », Friry est nommé pour les Vosges. Ce titre de « correspondant du ministère de l'Instruction publique et des cultes pour les travaux historiques » lui sera confirmé le 7 avril 1851. En 1835, Friry publie des Recherches sur les origines et antiquités de l'arrondissement de Remiremont, dont le manuscrit a obtenu une mention honorable auprès de l'Académie des inscriptions et belles-lettres le 25 juillet 1834.
Le 8 février 1836, l'avocat Joseph-Henri Moreau est nommé substitut en remplacement de Friry, démissionnaire. Ce dernier a en effet renoncé à la magistrature pour devenir maître de forges en 1835, exploitant un établissement à Saint-Amé. N'étant pas parvenu à rentabiliser cette entreprise, il renoue avec la profession d'avocat en 1849.
Collectionneur d'objets liés à l'histoire locale mais également d'anciennes œuvres d'art, il a notamment acquis à Nancy deux toiles caravagesques qui seront plus tard attribuées à Georges de La Tour : L'Enfant à la chandelle (Detroit Institute of Arts) et le Vielleur à la sacoche, dit Vielleur Weidmann (Remiremont, Musée Charles-Friry).

Quelques œuvres ayant appartenu à Charles Friry
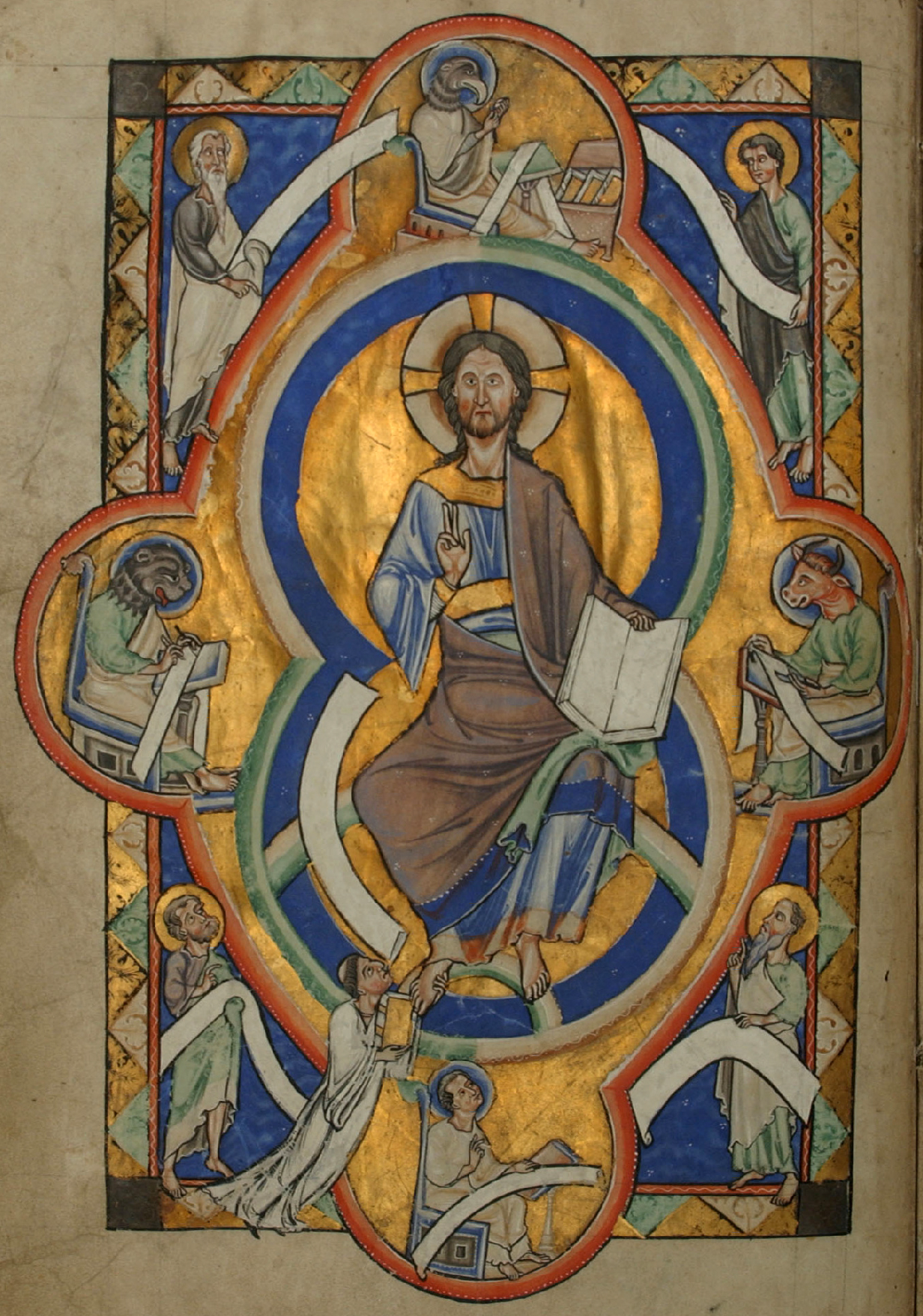
Évangéliaire festif enluminé, vers 1200, Remiremont, Archives municipales.
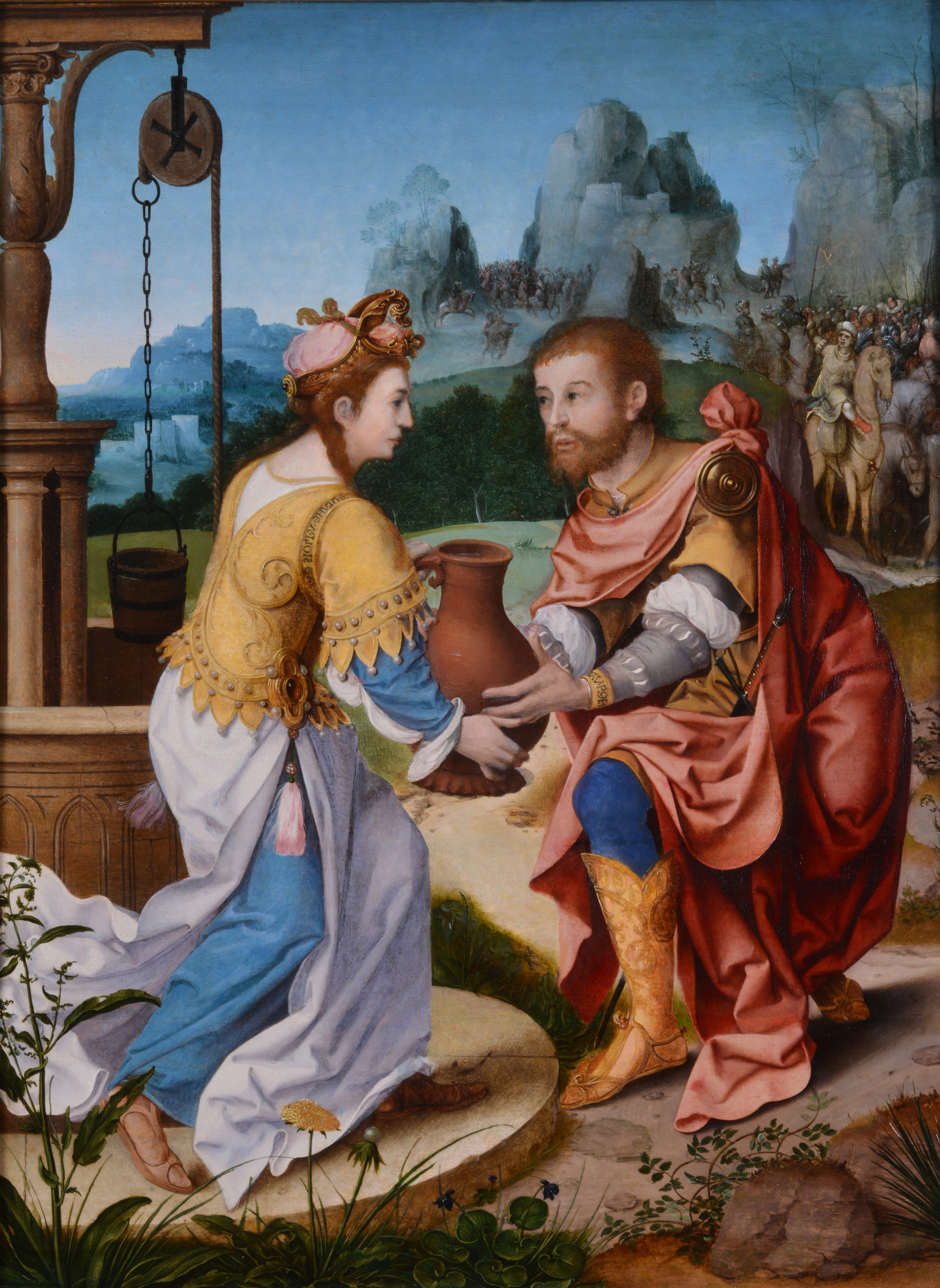
Anonyme, Eliezer et Rebecca au puits, XVIe siècle, Remiremont, Musée Charles-Friry.
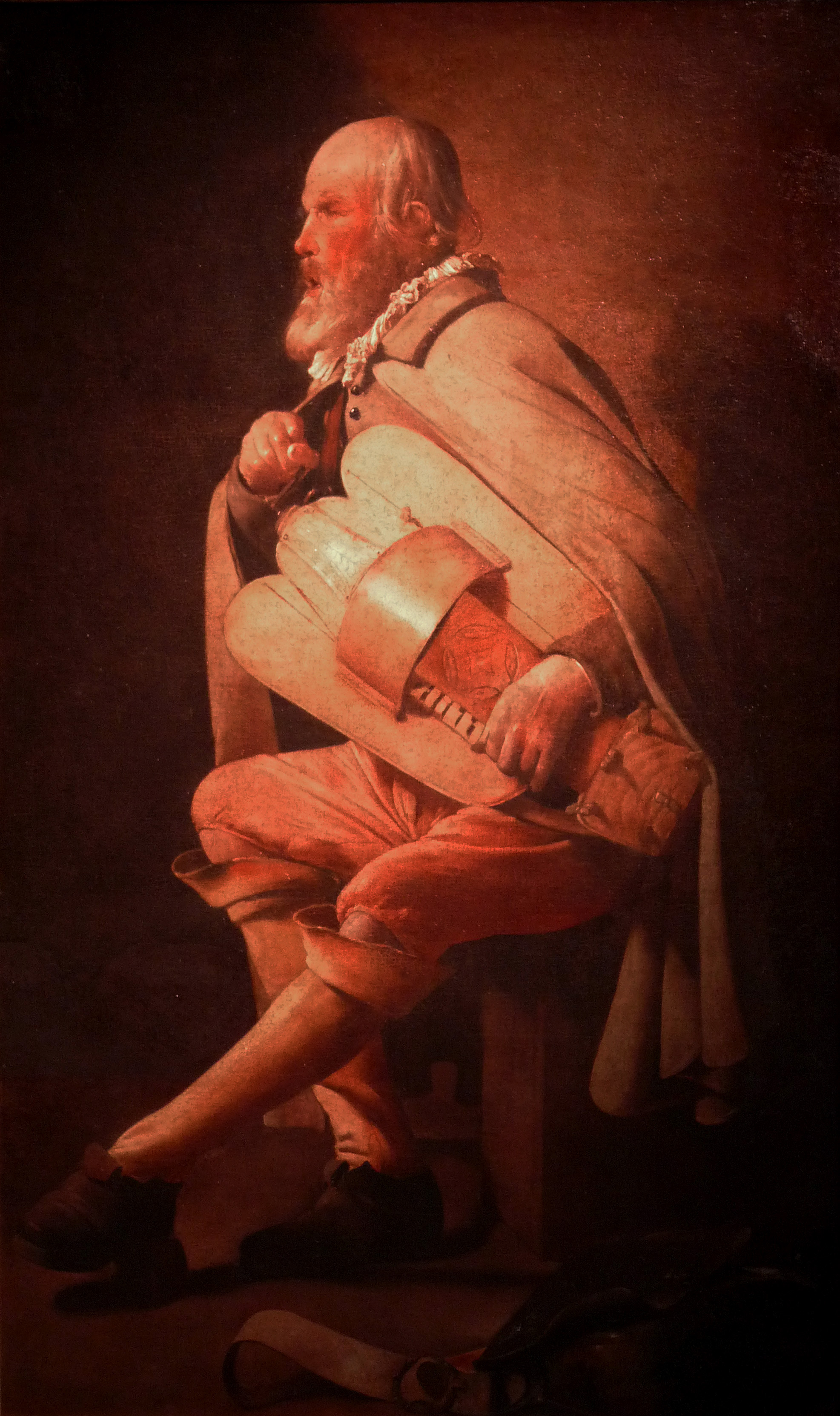
Georges de La Tour, Vielleur à la sacoche, vers 1630, Remiremont, Musée Charles-Friry.
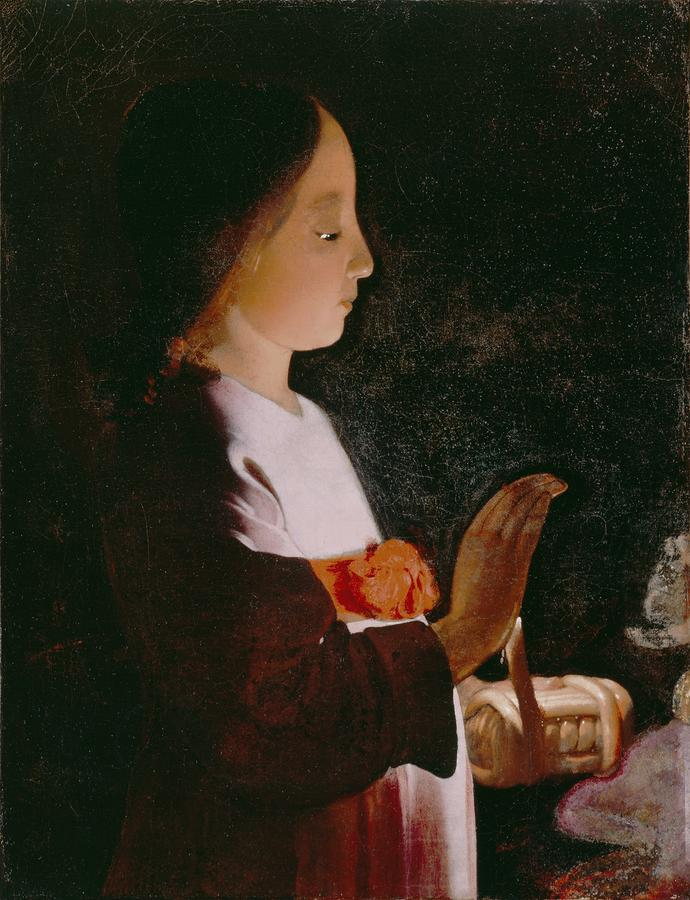
Georges de La Tour, L'Enfant à la chandelle (fragment d'une Éducation de la Vierge), vers 1640, Detroit Institute of Arts.
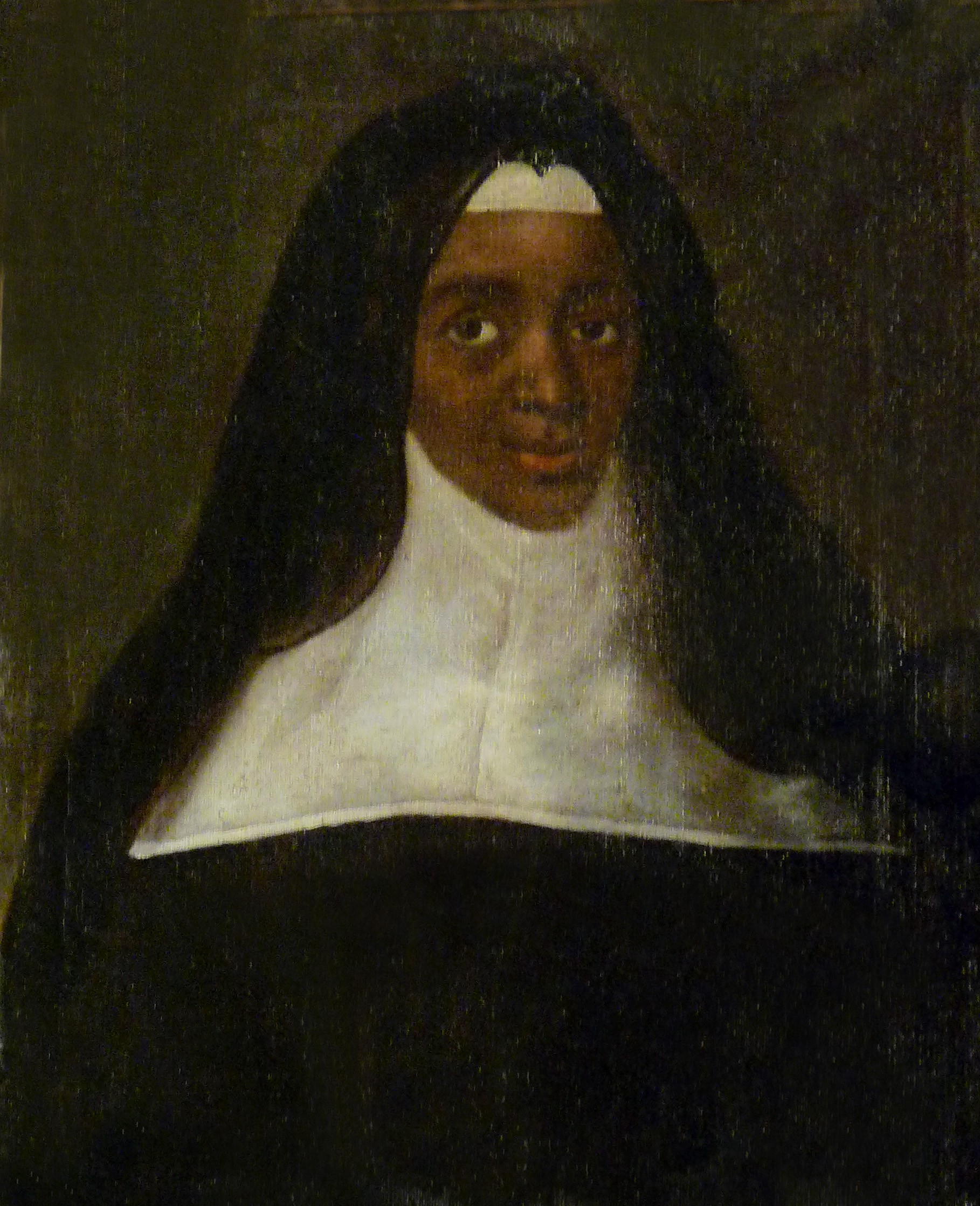
Anonyme, La Mauresse de Moret, XVIIe siècle, Remiremont, Musée Charles-Friry.

Charles meurt en son domicile romarimontain le 30 mars 1881, à l'âge de 78 ans.
Grâce à l'arrière-petite-fille de Friry, Colette Dussaux, née Waidmann, en religion sœur Marie-Paule (1896-1973), la maison de Remiremont ainsi que les collections de Charles Friry restées dans la famille donnent naissance à un musée dès 1970. Fondé sous l'égide du diocèse de Saint-Dié, le Musée Charles-Friry devient municipal en 1985.